# Borboleta-da-restinga
A borboleta-da-restinga ou borboleta-da-praia (Parides ascanius) é uma borboleta da família dos Papilionídeos, encontrada em poucas áreas de restingas do estado brasileiro do Rio de Janeiro.
Foi a primeira espécie de inseto brasileiro a entrar na lista de espécies ameaçadas de extinção no Brasil.

## Descrição
Essa espécie tem asas negras e brancas, com característica mancha avermelhada nas asas posteriores e pequenas marcas alaranjadas na região inferior da asa.
A forma larval é marrom escura com anéis amarelos.

## Distribuição
Endêmica do Rio de Janeiro, ela ocorre em pequenas manchas de vegetação brejosa ou pantanosa entre Atafona (um distrito de São João da Barra) e Itaguaí. Atualmente suas populações se restringem a poucas regiões em áreas ou habitats específicos e sob forte impacto antrópico. 

## Hábitos
A borboleta-da-restinga, durante sua fase larval, tem como única planta hospedeira Aristolochia macroura (Aristolochiaceae), conhecida como jarrinha, que também é endêmica da região de restinga. O hábito monófago da lagarta torna esta espécie ainda mais suscetível à extinção.
Seu adulto, nectívoro, tem como flor favorita a Lantana camara (Verbenaceae), conhecida como cambará. Sua lagarta armazena substâncias tóxicas das folhas ou galhos, que passam para os adultos e os tornam impalatáveis para alguns predadores. O adulto voa praticamente o ano todo, podendo ter diapausa, na fase de crisálida, durante o inverno.[carece de fontes?]

## Conservação
Como muitos lepidópteros, a principal ameaça a esta espécie é a destruição do seu habitat de restinga, que não só reduz a qualidade do habitat remanescente, como aumenta a fragmentação; por ser restrita a uma área litorânea, onde há maior urbanização, a destruição de habitat é ainda mais intensa.
Embora não seja listada como uma espécie comercializada pela Convenção sobre o Comércio Internacional de Espécies Ameaçadas de Fauna e Flora Selvagens (CITES), P. ascanius já foi coletada e vendida no mercado de curiosidades, alcançando altos preços.
Após ser incluída na lista de espécies ameaçadas, o uso comercial desta espécie foi banido pelo governo brasileiro.